# Хрипач, Андрей Михайлович
Андрей Михайлович Хрипач (бел. Андрэй Міхайлавіч Хрыпач; род. 28 мая 1972, Жодино, Минская область) — белорусский футболист и тренер. В настоящее время помощник главного тренера клуба «Белшина».

## Карьера футболиста
Хрипач начал профессиональную карьеру в бобруйском клубе «Фандок». В 1994 году он перешёл в мозырьский МПКЦ, где в 1996 году помог команде выиграть Кубок Беларуси. В 1996 году перебрался в «Белшину», где играл на протяжении семи сезонов, выиграв три Кубка Беларуси и один чемпионат страны. Также выступал за «Барановичи» и «Днепр» (Рогачёв). В итоге появился в более чем 250 матчах национального чемпионата в течение своей карьеры, забив 20 голов.

## Карьера в сборной
Дебют за национальную сборную Беларуси состоялся 25 мая 1994 года в товарищеском матче против сборной Украины (1:3). Всего Хрипач провёл за сборную 4 матча.

## Карьера тренера
Закончив игровую карьеру, он начал работать в структуре «Белшины». В 2010—2011 годах был тренером дубля бобруйской команды, а в 2017 году вошел в тренерский штаб основной команды, где стал помогать Владимиру Голмаку.
В апреле 2018 года он стал главным тренером клуба «Виктория» из Мариной Горкой. Под его руководством к команде присоединился ряд юных бобруйских футболистов. В сезоне 2019 года возглавил команду «Белшина-2», которая выступала во Второй лиге. В начале 2020 года вернулся в «Викторию», но позже в том же году вошел в тренерский штаб «Белшины».

## Достижения
- Чемпион Беларуси: 2001
- Обладатель Кубка Беларуси: 1995/96, 1996/97, 1998/99, 2000/01
- Чемпион Второй лиги Беларуси: 2003